# NGC 137
NGC 137은 물고기자리 방향에 있는 렌즈형 은하이다.